# Nymfeum (Ammán)

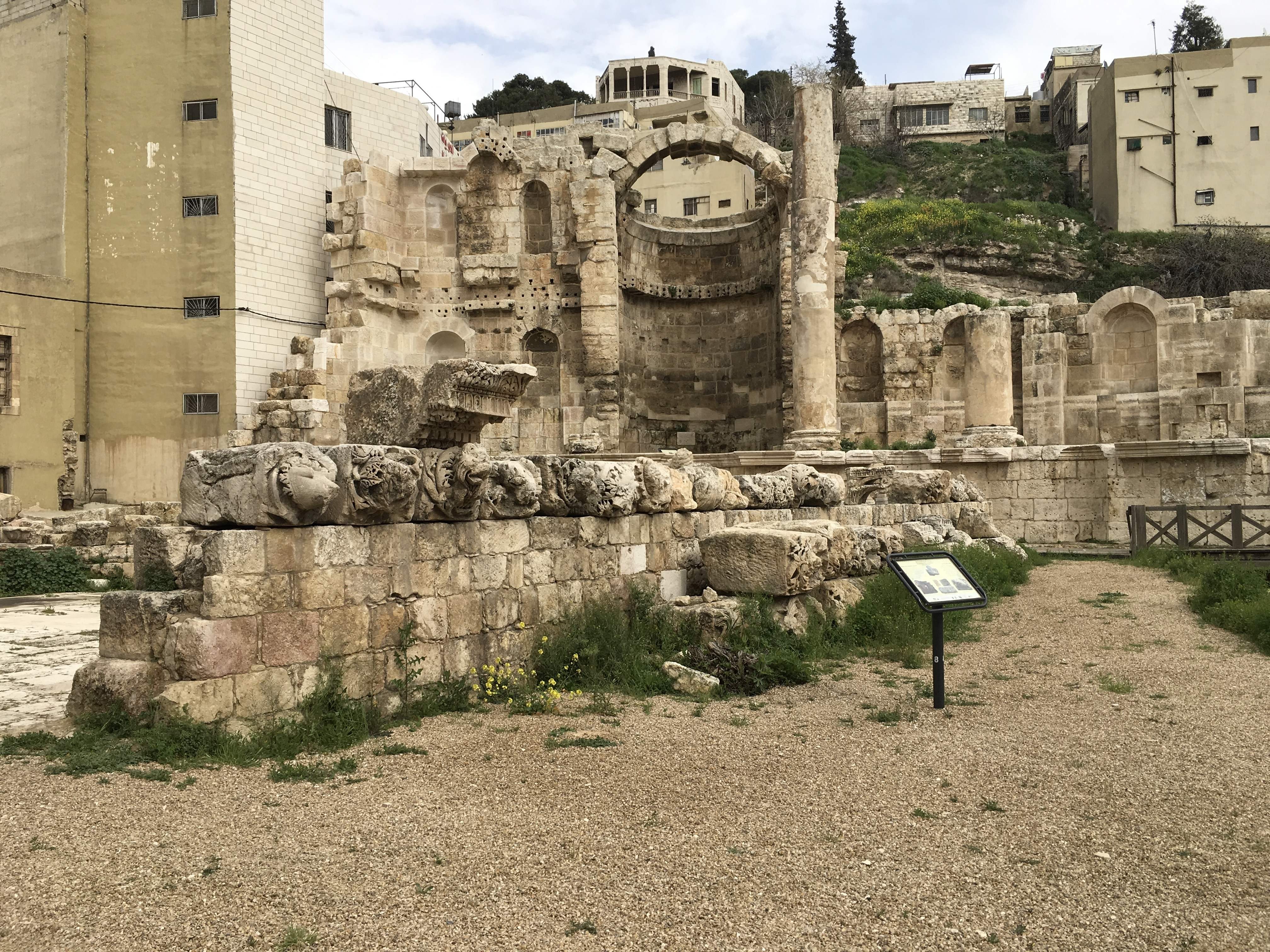
Nymfeum v Ammánu

Nymfeum je částečně zachovalá římská veřejná fontána v jordánském Ammánu. Nachází se nedaleko od Hášimovského náměstí, římského amfiteátru a Odeonu. Takovéto fontány byly v římských městech velmi oblíbené a Philadelphia, jak Ammán znali staří Řekové a Římané, nebyla výjimkou. Předpokládá se, že součástí tohoto nymfea byl rezervoár vody o 600 m2, který byl hluboký 3 m. Tento rezervoár byl neustále doplňován vodou.

## Historie

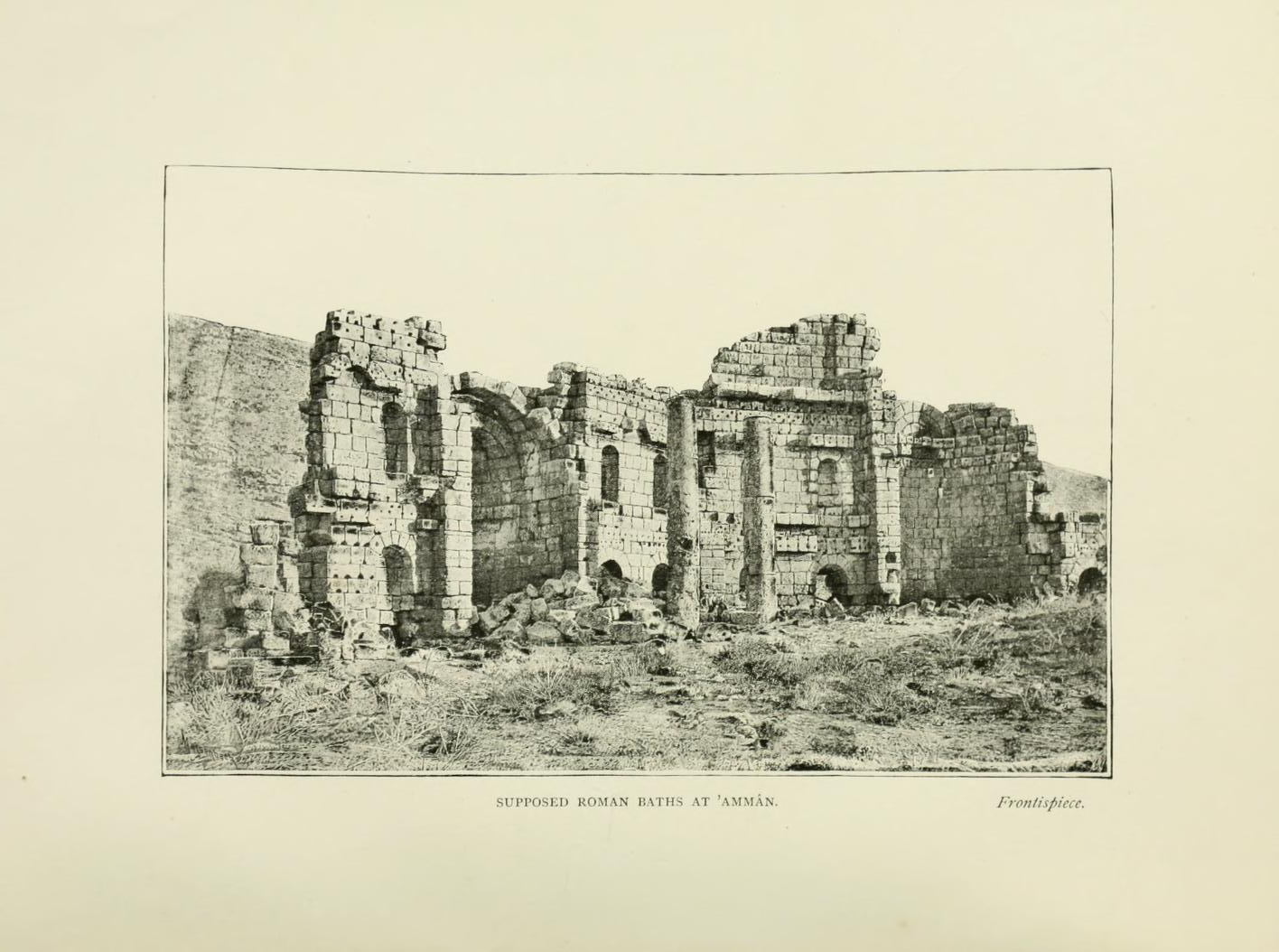
Nymfeum v roce 1889

Výstavba nymfea na základech předchozí menší stavby nejistého účelu je datována na konec 2. nebo počátek 3. století, kdy byly ve městě prováděny rozsáhlé stavební práce.
V raném byzantském období byla centrální apsida využita k vytvoření křesťanského kostela a v době Umajjovců byl prostor kolem zaplněn malými místnostmi, pravděpodobně obchodními lavicemi. Střechy apsid (s výjimkou části na severní straně) byly zničeny při zemětřesení v roce 631, 641 nebo 659, tedy ještě dříve, než došlo v roce 749 k velké katastrofě, během které byla poškozena či zničena řada budov po celém Zajordánsku.
Během let nymfeum ztratilo své boční části a výzdobu (části reliéfů, které stavbu původně zdobily, byly nalezeny ve zdech okolních budov). V letech 2014 až 2018 provedli odborníci z Jordánské univerzity s podporou amerického programu US Ambassadors Fund for Cultural Preservation Program komplexní restaurátorské práce, během kterých byla provedena především dílčí dostavba pravé části apsidy.

## Popis budovy

Panoramatický pohled

Ammánské nymfeum má tvar polovičního osmiúhelníku, kdy zabíralo pět z jeho osmi stran. Skládalo se ze tří částí s apsidami (půlkruhovými výklenky) a dvou bočních křídel. Levá a pravá apsida byly umístěni k centrální sekci i vůči bočním částem v určitém úhlu. Boční části byly k té centrální umístěny kolmo. Dochovala se pouze centrální a pravá apsida a část levé apsidy. Celková šířka podle odhadů dosahovala 68 m.
Vertikálně mělo nymfeum dvě úrovně. Přední dolní úroveň připomínala divadelní scénu, byla obložena mramorem (dochovaly se však pouze otvory po jeho upevnění) a zdobena sochami umístěnými v nikách o výšce 2,1 m a šířce 1,25 m.
Apsidy druhé úrovně dosahovaly výšky přibližně 12 m. Po stranách každé z nich se ve dvou řadách nacházely čtyři niky pro sochy, každá o šířce 1,25 m. Spodní část stěn rovněž obsahuje otvory pro upevnění mramorového obložení. Přední část zdobila jednopatrová kolonáda tvořená sloupy s korintskými hlavicemi, přičemž výška sloupů dosahovala 10 m.

## Původní účel nymfea

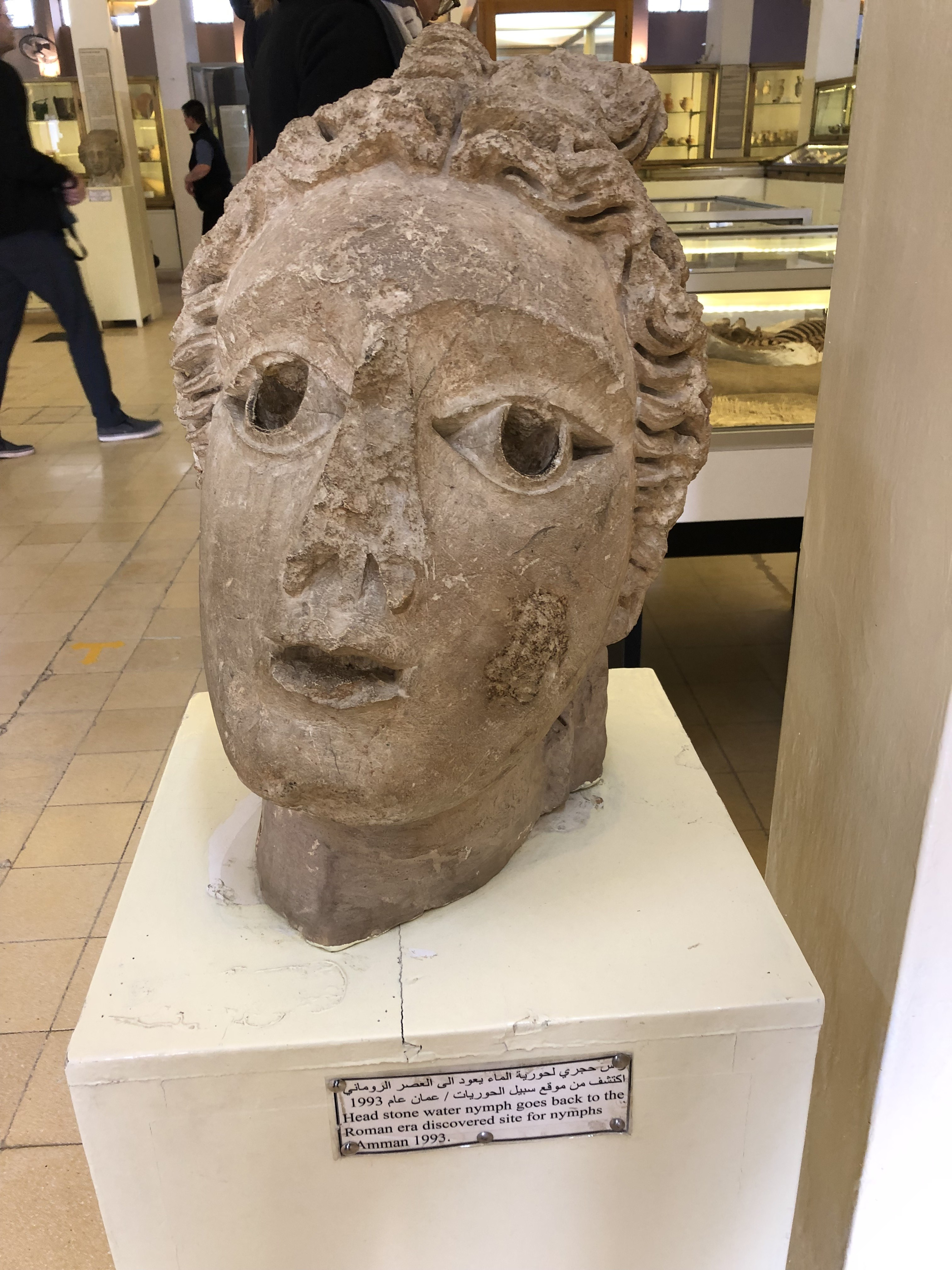
Hlava ženy nalezená při výzkumu nymfea v Ammánu, Jordánské archeologické muzeum

Existují různé názory ohledně původního účelu této stavby. Původně byla stavba označena za nymfeum, tedy chrám zasvěcený nymfám, které byly považovány za ochránkyně vodních zdrojů. Postupně se staly oblíbeným dekoračním prvkem center měst. Bohatě zdobené fontány byly rozšířené především ve východních a jižních provinciích Římské říše. Mezi nejlépe zachovaná nymfea patří stavby v Gerase, v tureckém Sagallasu a Side a libyjské Leptis Magna.
Během archeologického průzkumu však nebyly nalezeny žádné prvky vodovodního systému, což vedlo k domněnce, že tato stavba byla ve skutečnosti kalybe. Tento typ budov byl objeven i v několika syrských městech jako Šahba, Bosra či tři menší v Guvernorátu Suvajda. Tyto stavby jsou někdy označované jako dekorativní "bezvodné" nymfeum nebo jako místo spojené s nabatejským vlivem, určeným k praktikování císařského kultu (uctívání císařů jako božských bytostí bylo v říši, a to zejména ve východních provinciích, v té době běžné).
Podle novodobých výzkumů je však ammánská stavba opět považována za nymfeum s možností, že na platformě druhé úrovně existoval vodní bazén. Argumenty podporující tuto teorii zahrnují existenci pramenů u základny stavby (jejichž přítoky komplikovaly archeologický výzkum) a nález dvou hlav soch, které byly interpretovány jako hlavy nymf. Jejich původní umístění v komplexu však není jasné, protože stávající výklenky jsou pro takto velké sochy malé.